# Stary cmentarz żydowski w Szreńsku
Stary cmentarz żydowski w Szreńsku – kirkut służący niegdyś żydowskiej społeczności Szreńska. Nie wiadomo kiedy dokładnie powstał, być może w XVIII wieku. Został zniszczony podczas II wojny światowej. Zachowały się dwa nagrobki, z czego jeden z 1863. Cmentarz znajdował się nad rzeką płynącą przez miejscowość.